# Hrvatski Idol
Hrvatski Idol je hrvatska verzija Pop Idola. Dvije sezone Hrvatskog Idola su održane. Prvu sezonu je pobijedila Žanamari Lalić, dok je drugu osvojio Patrick Jurdić. Žanamari je prvu sezonu osvojila s 54% glasova u finalu, a Patrick Jurdić 50.22%, no pošto je bilo samo 2.296 glasova u finalu druge sezone, Jurdić je dobio sa samo 10 glasova više od drugoplasirane Lidije Bačić. Obadva pobjednika su već pokušali u drugim svjetskim Idol verzijama: Lalić u njemačkom Deutschland sucht den Superstaru, a Jurdić u Austriji i Češkoj. Nijedan natjecatelj nije uspio u tim showovima i ispao je rano.

Iako je prva sezona bila uspješna među publikom, druga je bila znatno lošija, pa se nije nastavljalo s trećom sezonom. 2009. godine, RTL je otkupio prava na emisiju, pa je nastavio s Idol serijalom u Hrvatskoj sa showom Hrvatska traži zvijezdu.

## Sezone

### Prva sezona

#### Voditelji
- Nikolina Božić
- Vinko Štefanac

#### Žiri
- Đorđe Novković
- Miroslav Škoro
- Ivanka Boljkovac
- Nikša Bratoš

#### Audicije
- Rijeka
- Split
- Osijek
- Zagreb

#### Natjecatelji
- Žanamari Lalić (pobjednica)
- Pamela Ramljak
- Neda Parmać
- Linda Švarc
- Alan Šćuric
- Ivana Marić
- Denis Mladenović
- Karmen Matković

#### Teme
24. travnja: Moj Idol 

1. svibnja: Filmske pjesme 

8. svibnja: 80-te 

15. svibnja: 70-te 

22. svibnja: 90-te 

29. svibnja: — 

5. lipnja: Veliko Finale

### Druga sezona

#### Voditelji
- Nikolina Božić
- Predrag Šuka

#### Žiri
- Zrinko Tutić
- Goran Karan
- Ricardo Luque
- Marija Husar

#### Audicije
- Split
- Osijek
- Opatija
- Zagreb

#### Natjecatelji
- Patrick Jurdić (pobjednik)
- Lidija Bačić
- Marina Kristić
- Teo Nikolac
- Siniša Vidović
- Ana Bebić
- Karmen Papić
- Ivana Jelečević

#### Teme
15. siječnja: Moj Idol 

22. siječnja: Hrvatska večer 

29. siječnja: Moja godina rođenja 

5. veljače: Filmske pjesme 

12. veljače: Dueti 

19. veljače: Hitovi br. 1 

26. veljače: Veliko Finale

## Vanjske poveznice
- Službena stranica